# Thibault Daubagna
Thibault Daubagna (Francia, 20 de mayo de 1994) es un jugador profesional francés de rugby que se desempeña en la posición de medio scrum en Section Paloise, equipo perteneciente a la liga Top 14.

## Carrera
Daubagna es un jugador de formación francesa (JIFF). En 1999 comenzó su carrera deportiva con el equipo Section Paloise, donde lleva jugando 25 temporadas.